# Bernard Pierce
Bernard Pierce (Ardmore, 10 maggio 1990) è un giocatore di football americano statunitense che gioca nel ruolo di running back per i Jacksonville Jaguars della National Football League (NFL). Fu scelto nel corso del terzo giro (89º assoluto) del Draft NFL 2012 dai Baltimore Ravens. Al college ha giocato a football a Temple.

## Carriera professionistica

### Baltimore Ravens
Il 27 aprile 2012, Pierce fu scelto nel corso del terzo giro del Draft 2012 dai Baltimore Ravens. Pierce debuttò come professionista nella settimana 1 della stagione, correndo 19 yard su 4 tentativi nella vittoria dei Ravens nel Monday Night Football contro i Cincinnati Bengals.
Il 23 dicembre, battendo nettamente i New York Giants, i Ravens si assicurarono il secondo titolo di division consecutivo. Pierce giocò la sua miglior gara stagionale correndo 123 yard su 14 portate. La sua stagione regolare si concluse giocando tutte le 16 partite, nessuna come titolare, correndo 532 yard e segnando un touchdown.
Nel primo turno di playoff contro gli Indianapolis Colts, Pierce disputò una grande gara correndo 103 yard coi Ravens che si qualificarono facilmente al turno successivo. Nella finale della AFC Baltimore batté in trasferta i New England Patriots qualificandosi per il secondo Super Bowl della storia della franchigia. Pierce guidò nuovamente la squadra con 52 yard corse. Il 3 febbraio 2013, Pierce corse 33 yard su 12 tentativi nel Super Bowl XLVII contribuendo alla vittoria dei Ravens sui San Francisco 49ers per 34-31, laureandosi per la prima volta campione NFL.
Il primo touchdown della stagione 2013, Pierce lo segnò nella vittoria della settimana 2 contro i Cleveland Browns. La settimana successiva partì per la prima volta in carriera come titolare a causa dell'infortunio di Ray Rice correndo 65 yard e segnando un touchdown nella vittoria con gli Houston Texans.
Il 18 marzo 2015, dopo essere stato arrestato per guida in stato di ebbrezza, Pierce fu svincolato dai Ravens.

### Jacksonville Jaguars
Il giorno successivo, Pierce firmò coi Jacksonville Jaguars.

## Palmarès
- Super Bowl : 1

Baltimore Ravens: Super Bowl XLVII
- American Football Conference Championship: 1

Baltimore Ravens: 2012

## Statistiche
| Partite totali      | 45    |
| Partite da titolare | 3     |
| Yard su corsa       | 1.334 |
| Touchdown su corsa  | 5     |

Statistiche aggiornate alla stagione 2014